# Capitaine de vaisseau (Belgique)
Pour les articles homonymes, voir Capitaine de vaisseau.
Capitaine de vaisseau est un grade utilisé dans la marine militaire belge. 

## Description
Le grade de capitaine de vaisseau (nl : kapitein-ter-zee) est le troisième et plus haut grade d'officier supérieur, au-dessus du grade de capitaine de frégate et en dessous du grade d'état-major d’amiral de flottille. Son insigne, sur la manche et sur l'épaule, est composé de quatre galons. L'équivalent dans les trois autres composantes est : colonel.
|        |  |       |     |          |
| Marine |  | Terre | Air | Médicale |

On s'adresse au capitaine de vaisseau en lui disant « Mon Commandant ». On s'adresse au colonel en lui disant « Mon Colonel ».

## Militaire princiers
Le prince Laurent de Belgique, fils cadet d'Albert II de Belgique, est, depuis 2004, capitaine de vaisseau,.